# ソンマ・ヴェズヴィアーナ
ソンマ・ヴェズヴィアーナ（イタリア語: Somma Vesuviana）は、イタリア共和国カンパニア州ナポリ県の南東約20kmにある、人口約3万5000人の基礎自治体（コムーネ）。

## 地理

### 位置・広がり
ナポリ県東部のコムーネで、ヴェスヴィオ火山の北麓に位置する。県都・州都ナポリから東へ15kmの距離にある。

#### 隣接コムーネ
隣接するコムーネは以下の通り。
- ブルシャーノ
- カステッロ・ディ・チステルナ
- エルコラーノ
- マリリアーノ
- ノーラ
- オッタヴィアーノ
- ポミリアーノ・ダルコ
- サンタナスタジーア
- サヴィアーノ
- シシャーノ

## 歴史
472年、ヴェスヴィオ火山噴火による土石流で地中に埋もれた。1920年代、農家が果樹園に埋もれている遺跡を発見し、1930年代にいったん発掘調査されて埋め戻され、日本の東京大学が2002年から調査して、埋もれた年代を特定した。

## 行政

### 分離集落
以下の分離集落（フラツィオーネ）がある。
- Somma, Mercato Vecchio, Casamale, Rione Trieste, Santa Maria del Pozzo, Starza della Regina, San Sossio